# Férfi kormányos nélküli kettes evezés a 2016. évi nyári olimpiai játékokon
A 2016. évi nyári olimpiai játékokon az evezés férfi kormányos nélküli kettes versenyszámát 2016. augusztus 6. és 12. között rendezték.
Az aranyérmet az Új-zélandi Eric Murray, Hamish Bond egység nyerte. A magyar Simon Béla és Juhász Adrián kilencedik lett.

## Eredmények
Az idők másodpercben értendők. A rövidítések jelentése a következő:
- ED: Elődöntőbe jutás helyezés alapján
- RF: Reményfutamba jutás helyezés alapján
- A: Az A-döntőbe jutás helyezés alapján
- B: A B-döntőbe jutás helyezés alapján

### Előfutam
Az első három helyezett az elődöntőbe, a többiek a reményfutamba kerültek.
1. futam
| H  | Ország                                                           | Idő      | Mj |
| -- | ---------------------------------------------------------------- | -------- | -- |
| 1. | Ausztrália (AUS) · Spencer Turrin, Alexander Lloyd               | 6:40,79  | ED |
| 2. | Dél-afrikai Köztársaság (RSA) · Lawrence Brittain, Shaun Keeling | 6:41,42  | ED |
| 3. | Csehország (CZE) · Jakub Podrazil, Lukaš Helešic                 | 6:42,710 | ED |
| 4. | Egyesült Államok (USA) · Anders Weiss, Nareg Guregian            | 6:49,97  | RF |
| 5. | Spanyolország (ESP) · Àlex Sigurbjörnsson, Pau Vela              | 6:54,26  | RF |

2. futam
| H  | Ország                                                          | Idő     | Mj |
| -- | --------------------------------------------------------------- | ------- | -- |
| 1. | Franciaország (FRA) · Germain Chardin, Dorian Mortelette        | 6:42,00 | ED |
| 2. | Nagy-Britannia (GBR) · Alan Sinclair, Stewart Innes             | 6:50,77 | ED |
| 3. | Románia (ROU) · Cristi-Ilie Pârghie, George Alexandru Pălămariu | 6:51,71 | ED |
| 4. | Hollandia (NED) · Roel Braas, Mitchel Steenman                  | 7:22,93 | RF |

3. futam
| H  | Ország                                                    | Idő           | Mj |
| -- | --------------------------------------------------------- | ------------- | -- |
| 1. | Új-Zéland (NZL) · Eric Murray, Hamish Bond                | 6:41,75       | ED |
| 2. | Olaszország (ITA) · Giovanni Abagnale, Marco Di Constanzo | 6:46,04       | ED |
| 3. | Magyarország (HUN) · Juhász Adrián, Simon Béla            | 6:59,28       | ED |
| 4. | Szerbia (SRB) · Miloš Vasić, Nenad Beđik                  | nem ért célba | RF |

### Reményfutam
Az első három helyezett az elődöntőbe jutott.
| H  | Ország                                                | Idő     | Mj |
| -- | ----------------------------------------------------- | ------- | -- |
| 1. | Hollandia (NED) · Roel Braas, Mitchel Steenman        | 6:34,16 | ED |
| 2. | Szerbia (SRB) · Miloš Vasić, Nenad Beđik              | 6:34,52 | ED |
| 3. | Egyesült Államok (USA) · Anders Weiss, Nareg Guregian | 6:36,60 | ED |
| 4. | Spanyolország (ESP) · Àlex Sigurbjörnsson, Pau Vela   | 6:40,47 |    |

### Elődöntők
Az első három helyezett az A döntőbe, a többiek a B döntőbe kerültek.
1. futam
| H  | Ország                                                          | Idő     | Mj |
| -- | --------------------------------------------------------------- | ------- | -- |
| 1. | Olaszország (ITA) · Giovanni Abagnale, Marco Di Constanzo       | 6:24,96 | A  |
| 2. | Ausztrália (AUS) · Spencer Turrin, Alexander Lloyd              | 6:25,25 | A  |
| 3. | Franciaország (FRA) · Germain Chardin, Dorian Mortelette        | 6:26,10 | A  |
| 4. | Hollandia (NED) · Roel Braas, Mitchel Steenman                  | 6:26,94 | B  |
| 5. | Egyesült Államok (USA) · Anders Weiss, Nareg Guregian           | 6:33,95 | B  |
| 6. | Románia (ROU) · Cristi-Ilie Pârghie, George Alexandru Pălămariu | 6:48,17 | B  |

2. futam
| H  | Ország                                                           | Idő     | Mj |
| -- | ---------------------------------------------------------------- | ------- | -- |
| 1. | Új-Zéland (NZL) · Eric Murray, Hamish Bond                       | 6:23,36 | A  |
| 2. | Nagy-Britannia (GBR) · Alan Sinclair, Stewart Innes              | 6:26,37 | A  |
| 3. | Dél-afrikai Köztársaság (RSA) · Lawrence Brittain, Shaun Keeling | 6:27,59 | A  |
| 4. | Magyarország (HUN) · Juhász Adrián, Simon Béla                   | 6:29,12 | B  |
| 5. | Szerbia (SRB) · Miloš Vasić, Nenad Beđik                         | 6:31,00 | B  |
| 6. | Csehország (CZE) · Jakub Podrazil, Lukaš Helešic                 | 6:32,85 | B  |

### Döntők
B-döntő
| H  | Ország                                                          | Idő     | Mj |
| -- | --------------------------------------------------------------- | ------- | -- |
| 1. | Csehország (CZE) · Jakub Podrazil, Lukaš Helešic                | 7:00,04 |    |
| 2. | Hollandia (NED) · Roel Braas, Mitchel Steenman                  | 7:01,88 |    |
| 3. | Magyarország (HUN) · Juhász Adrián, Simon Béla                  | 7:03,34 |    |
| 4. | Szerbia (SRB) · Miloš Vasić, Nenad Beđik                        | 7:04,71 |    |
| 5. | Egyesült Államok (USA) · Anders Weiss, Nareg Guregian           | 7:10,60 |    |
| 6. | Románia (ROU) · Cristi-Ilie Pârghie, George Alexandru Pălămariu | 7:13,68 |    |

A-döntő
| H     | Ország                                                           | Idő     | Mj |
| ----- | ---------------------------------------------------------------- | ------- | -- |
| Arany | Új-Zéland (NZL) · Eric Murray, Hamish Bond                       | 6:59,71 |    |
| Ezüst | Dél-afrikai Köztársaság (RSA) · Lawrence Brittain, Shaun Keeling | 7:02,51 |    |
| Bronz | Olaszország (ITA) · Giovanni Abagnale, Marco Di Constanzo        | 7:04,52 |    |
| 4.    | Nagy-Britannia (GBR) · Alan Sinclair, Stewart Innes              | 7:07,99 |    |
| 5.    | Franciaország (FRA) · Germain Chardin, Dorian Mortelette         | 7:09,91 |    |
| 6.    | Ausztrália (AUS) · Spencer Turrin, Alexander Lloyd               | 7:11,60 |    |